# 안전

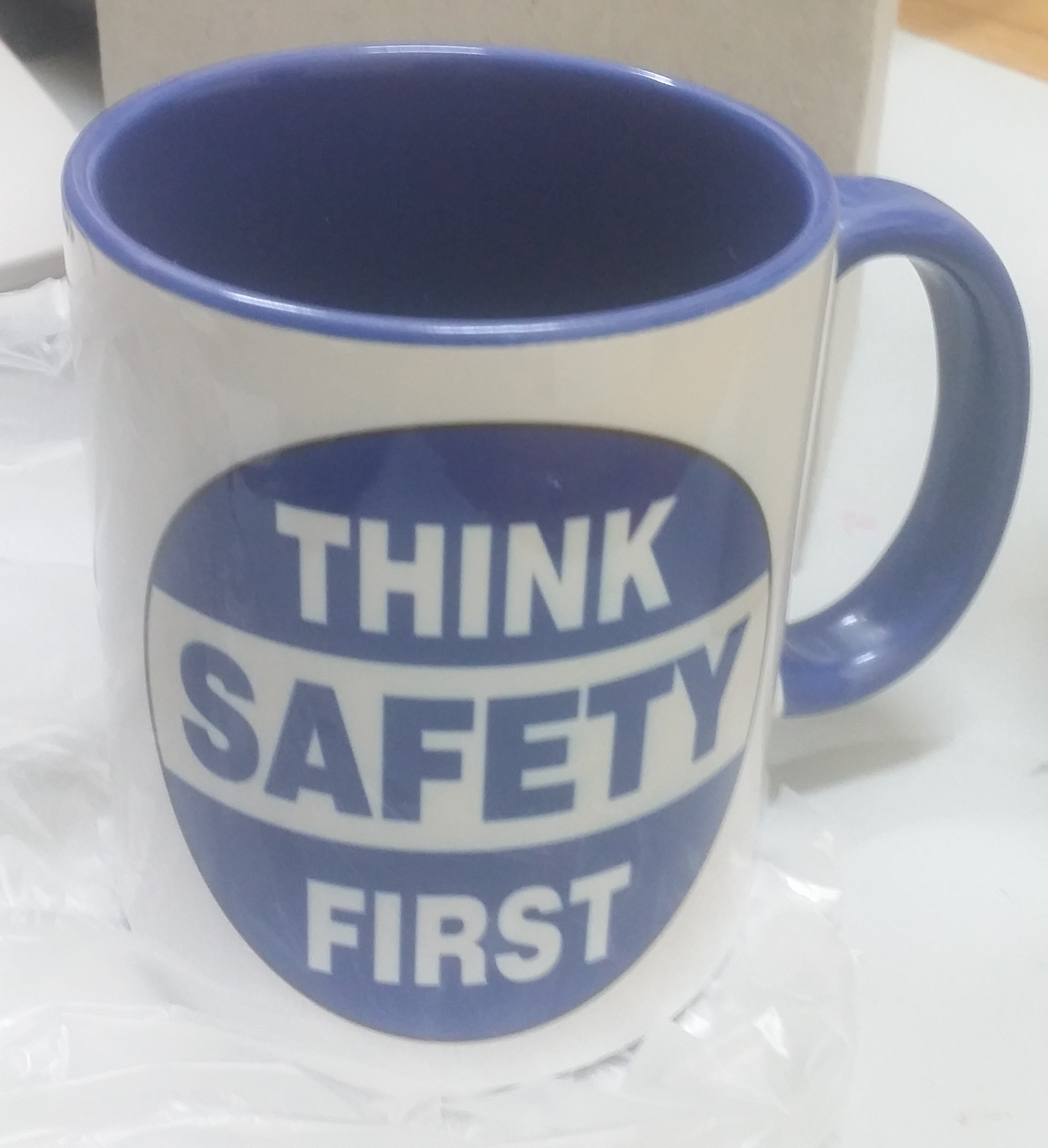
"안전을 먼저 생각하라"는 문구가 그려진 컵

안전(安全, 영어: Safety)은 위험이 없어서 피해를 입을 수 없는 것을 말한다. 교통 안전, 식품 안전, 환경 안전, 국가 안전 등으로 나눌수있다. 기계 및 도구의 안전을 유지할 부하의 범위를 안전율이라고 부른다. 안전 문제를 다루는 학문으로는 안전학 및 안전공학이 있다. 안전은 사람에게 건강과 더불어 선택이 아닌 필수이다.
유사한 개념으로는 보안, 치안, 예방, 방재, 방범 등이 있으며 반대 개념으로는 위험이 있다. 안전성을 확보하는 방법으로는 결함수 해석 등이 있다.

## 제한사항
안전은 물체나 조직의 품질과 무해한 기능에 대한 보증이나 표준과 관련하여 제한될 수 있다. 이는 물체나 조직이 의도한 대로만 수행되도록 하기 위해 사용된다.
안전은 상대적이라는 것을 인식하는 것이 중요하다. 가능하더라도 모든 위험을 제거하는 것은 매우 어렵고 비용이 많이 든다. 안전한 상황은 부상이나 재산 피해의 위험이 낮고 관리 가능한 상황이다.
어떤 것이 안전하다고 하면 이는 일반적으로 특정 합리적인 한도 및 매개변수 내에서 안전하다는 의미이다. 예를 들어, 약은 일정량만 복용하면 대부분의 사람들에게 대부분의 상황에서 안전할 수 있다.
안전을 바탕으로 한 선택은 안전하지 않은 다른 결과를 초래할 수도 있다. 예를 들어, 허약한 노인들은 때때로 자신의 안전이 향상될 것이라는 주장을 가지고 집에서 병원이나 전문 요양원으로 옮겨진다. 제공되는 안전은 매일 약물을 감독하고, 계단 오르기나 요리와 같은 잠재적으로 위험한 활동에 참여할 필요가 없으며, 넘어지면 누군가가 다시 일어나도록 도와줄 수 있다는 것이다. 그러나 최종 결과는 전이 외상, 병원 섬망, 노인 학대, 병원 감염, 우울증, 불안, 심지어 죽고 싶은 욕구 등의 위험을 포함하여 확실히 안전하지 않을 수 있다.

## 위험과 대응
안전은 일반적으로 사망, 부상 또는 재산 피해 위험에 대한 실제적이고 중요한 영향을 의미하는 것으로 해석된다. 인지된 위험에 대응하여 많은 개입이 제안될 수 있으며, 가장 일반적인 두 가지는 공학적 대응과 규제이다.
인식된 안전 문제에 대한 가장 일반적인 개인 반응은 손해나 손실의 경우 보상하거나 보상을 제공하는 보험이다.

## 같이 보기
- 사고
- 항공기
  - 항공 안전
- 자동차
  - 교통 사고
  - 교통안전
- 미국 질병통제예방센터
- 제품 리콜
- 위험관리
- 보안
- 스포츠 부상
- 직업안전보건
  - 임계사고
  - 물질 안전 보건 자료
  - 개인 보호 장비